# Cédric Soares
Cédric Ricardo Alves Soares (* 31. srpna 1991 Singen) je portugalský profesionální fotbalista, který hraje na pozici pravého obránce za anglický klub Arsenal FC a za portugalský národní tým. Je mistrem Evropy z roku 2016.

## Reprezentační kariéra
Cédric Soares reprezentoval Portugalsko v mládežnických kategoriích včetně U21.
V A-mužstvu Portugalska debutoval 11. října 2014 v přátelském zápase v Paříži proti reprezentaci Francie (prohra 1:2).
Trenér portugalského národního týmu Fernando Santos jej zařadil do závěrečné 23členné nominace na EURO 2016 ve Francii, který portugalská reprezentace vyhrála.

## Vyznamenání
- rytíř Řádu prince Jindřicha – Portugalsko, 6. září 2011[4]
- komandér Řádu za zásluhy – Portugalsko, 10. července 2016[4]